# BMW IIIa
El BMW IIIa fue un motor aeronáutico de seis cilindros en línea con árbol de levas en cabeza, refrigerado por agua, el primer producto de BMW GmbH. Su éxito sentó las bases para el futuro éxito de BMW. Es conocido como el motor del Fokker D.VIIF, capaz de superar a cualquier avión aliado de la Primera Guerra Mundial. 

## Diseño y desarrollo
El 20 de mayo de 1917, Rapp Motorenwerke (que más tarde ese año se convirtió en BMW GmbH) registró la documentación para el diseño de la construcción del nuevo motor, denominado BMW III. Diseñado por Max Friz y basado en el motor Rapp III, era un SOHC de seis cilindros en línea, al igual que el anterior Mercedes D.III, que garantizaba un equilibrio óptimo, y por lo tanto, un reducido nivel de vibraciones. Fue diseñado con una relación de compresión alta (para la época) de 6.4:1. Los primeros planos de diseño estuvieron disponibles en mayo, y el 17 de septiembre el motor estaba en la plataforma de prueba. Después de un exitoso vuelo inaugural para el IIIa en diciembre de 1917, la producción en serie comenzó a principios de 1918. 
Las autoridades militares fueron responsables del hecho de que el primer producto BMW se designase con un III en lugar de un I. Ya en 1915, la inspección de aviación militar alemana, la IdFlieg, introdujo designaciones de modelos uniformes para motores aeronáuticos, y el número romano se refería al rendimiento de la clase. La categoría de potencia del motor Clase 0 (cero) de IdFlieg era para motores de hasta 100 caballos (101,4 CV), como el motor rotativo Oberursel U.0 (copia del Gnome Lambda) de 80 caballos (81,1 CV); la Clase I estaba reservada para motores de 100 a 120 caballos (121,7 CV); y la Clase II era para motores de entre 120 y 150 caballos (152,1 CV). El motor BMW rendía 185 caballos (187,6 CV) y fue asignado a la categoría III. 
El motor logró un gran éxito, pero el verdadero avance se produjo en 1917, cuando Friz integró una mariposa de acelerador básicamente simple en el "carburador de gran altitud" de dos cuerpos, lo que permitió que el motor desarrollara su máxima potencia en altitud. Al quemar un combustible especial de alto octanaje, un compuesto de gasolina mezclado con benzol, el carburador ajustaba la riqueza de la mezcla de combustible y aire de acuerdo con la altitud del avión. Esto permitió que el motor, ahora denominado BMW IIIa, desarrollara 200 caballos (202,8 CV) constantes hasta una altitud de 2000 metros: una ventaja decisiva sobre los motores rivales. 
Los índices de potencia alemanes y británicos aparentemente diferían. Las pruebas británicas de posguerra pusieron la calificación del BMW IIIa en 230   hp. Esto corresponde a las clasificaciones británicas del motor Mercedes DIIIa que los británicos calificaron como 180 CV (calificación alemana de 170 hp) y el DIIIau a 200 CV (medición alemana de 180 hp). Esta discrepancia puede explicar la diferencia significativa en el rendimiento del Fokker D.VIIF equipado con el motor BMW IIIa, tanto respecto a los D.VII de Mercedes como contra sus oponentes aliados. La unidad estándar de potencia métrica alemana denominada Pferdstärke se expresó a principios del siglo XX como casi exactamente 735,5 vatios, mientras que la unidad británica de potencia mecánica se basó en los más antiguos 33.000 ft-lb/min, que se traduce en 745,7 vatios en su lugar. 

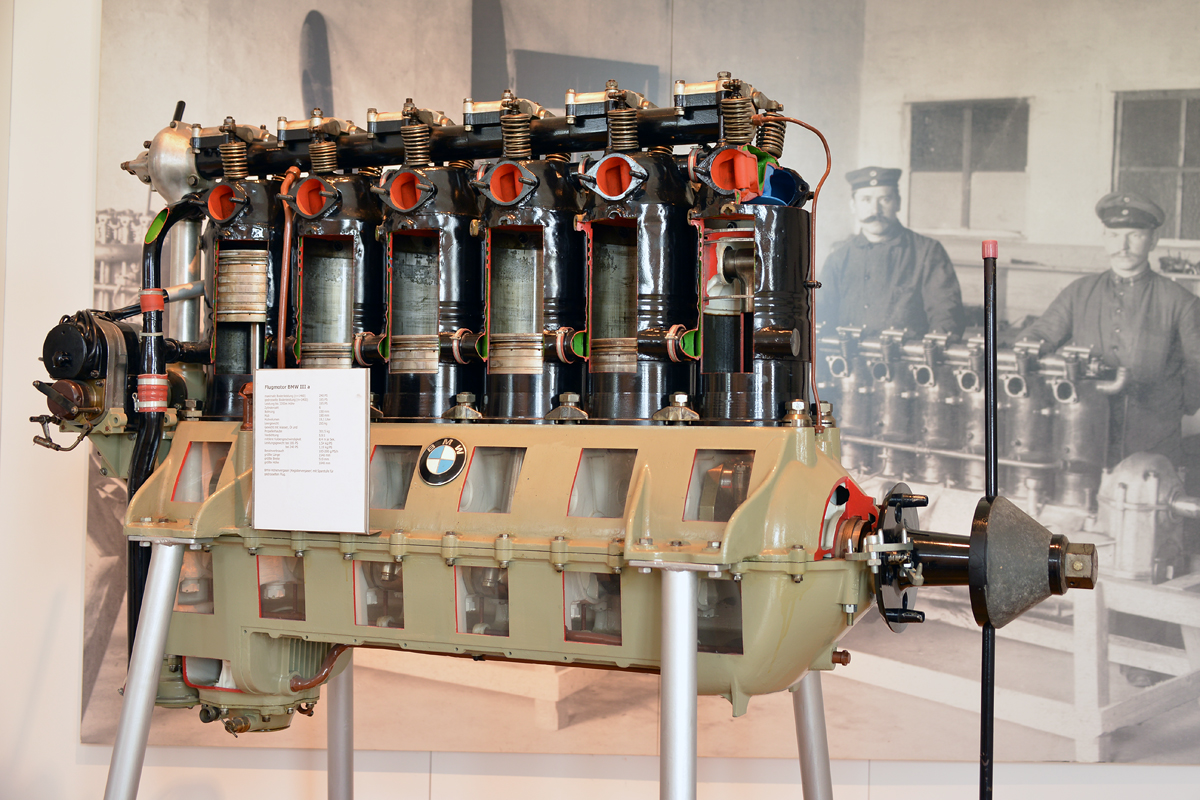
BMW IIIa en el Luftwaffenmuseum

La capacidad de ganar potencia a mayores altitudes fue la razón por la cual este motor tenía una superioridad única en el combate aéreo. Fue utilizado principalmente en el Fokker D VII y en los Junkers Ju A 20 y Ju F 13. Cuando estaba equipado con el motor BMW IIIa, el Fokker D VII podía superar a cualquier oponente aliado que encontrase en combate. Altamente maniobrable a todas las velocidades y altitudes, demostró ser más que un rival para cualquiera de los aviones de combate británicos o franceses de 1918. La reputación del motor de 6 cilindros en línea refrigerado por agua creció muy rápidamente después de que se probaran sus capacidades en combate aéreo por el Jasta 11, el escuadrón del "Barón Rojo". Ernst Udet, líder del escuadrón Jasta 11 en la Primera Guerra Mundial, reconoció el rendimiento sobresaliente del motor BMW IIIa:

No hay duda de que el motor BMW fue lo más destacado en el desarrollo de propulsores hacia el fin de la guerra. Lo único malo fue que llegó demasiado tarde.

 BMW construyó alrededor de 700 motores. Sin embargo, la gran demanda del nuevo motor BMW IIIa (junto con la falta de capacidad de fabricación en Múnich) hizo que parte de la producción se transfiriera a la fábrica de Opel en Rüsselsheim. 
El 13 de septiembre de 1919, Franz-Zeno Diemer estableció un récord mundial de altitud para un avión de pasajeros (ocho personas a bordo, 6750 metros) en un Junkers F 13 propulsado por un motor de aviación BMW IIIa.

## Aplicaciones
- Aero A.18
- Aero A.26
- Aero Ae 04
- Fokker C.I
- Fokker D.VII
- Dobi-III
- Junkers D.I
- Junkers F.13
- Letov Š-3
- LFG Roland D.XV
- LFG Roland D.XVII
- TNCA Serie E

## Especificaciones (BMW IIIa)
Datos de las especificaciones: Smithsonian NASM BMW IIIa
Características generales
- Tipo: 6 cilindros, en línea, refrigerado por agua, motor de pistón
- Diámetro: 150 mm (5,9 pulgadas)
- Carrera: 180 mm (7 pulgadas)
- Desplazamiento: 19,06 L (1,163 pulgadas cúbicas)
- Longitud: 170,2 cm
- Ancho: 50,8 cm
- Altura: 105,4 cm
- Peso seco: 293 kg (644 lb)

Componentes
- Tren de válvulas: SOHC (árbol de levas en cabeza simple)
- Sistema de combustible: carburador de dos cilindros con compensación de altitud (hasta 2 km)
- Sistema de enfriamiento: refrigerado por agua

Prestaciones
- Potencia de salida: 134 kW (182 PS, 179,6 hp) a 1410 rpm
- Relación de compresión: 6,4:1